# 有線電視
香港有線電視（香港有線電視有限公司、英語: Hong Kong Cable Television）は、1993年10月31日に放送を開始した香港のケーブルテレビ局である。
有線電視は、香港の放送局としては最も多い110チャンネルを放送しており、数多くのチャンネルで自社製作を行っている。2009年8月からは、HDTVチャンネルとして2チャンネルが放送開始した。
有料契約者の数は、2013年現在で約109万件に達している。

## 概況
1993年の放送開始時には8チャンネルで放送しており、そのうち一つは香港初の24時間広東語ニュース放送チャンネルとして誕生した。1995年には設備拡充に伴い、光ケーブルの敷設による放送と、インターネットサービスを開始した。1997年には、一部のチャンネルでCMの放送を開始している。さらに2004年9月14日には、香港政府より衛星伝送方式の放送許可を得た。 
2006年1月3日には会社体制を変更して、ニュース関連放送を主に取り扱う「香港有線新聞有限公司」（i-CABLE News Limited）、スポーツ関連番組を制作する「香港有線體育有限公司」（i-CABLE Sports Limited）と、それ以外の番組を制作する「香港有線娛樂有限公司」（i-CABLE Entertainment Limited）に分社化されたが、放送体制には変化はない。
世界各国が海外向けに放送している放送のチャンネルや、スポーツや競馬などの専門チャンネルが数多くあるほか、世界各地のスポーツイベントの独占放送権を獲得するなど、地上波にはない番組編成を行っており、多くの視聴者を獲得し、2017年6月1日からは2029年5月31日まで放送免許を更新した。

## 傘下企業による無料テレビ放送局の開設
新たな無料テレビ放送局の開設を認める政府方針に伴い、傘下企業が新たに全額出資する奇妙電視（Fantastic Television Limited）を設立した。放送免許を申請した結果2013年10月15日に、香港政府により今後開設を許可する2局のうちの1局に選ばれた。
その後2016年5月31日に、香港政府より正式に無料地上波放送免許が正式に発効し、2017年5月14日、広東語による1チャンネル（香港開電視・77チャンネル）の放送を開始した。
全チャンネルの視聴者数の合計では地上波放送局の亜洲電視（ATV）を上回っており、無綫電視（TVB）の一人勝ち状態から変化が起きる可能性もある。

## 放送免許の早期返還
2023年2月14日、有線電視とHOY TVの親会社である有線寬頻通訊は、2029年5月31日までが有効期限であった有料テレビ放送免許の早期返還、及びサービスの停止を発表した。停止のニュースが発表された後、グループは影響を受けた総合サービスの顧客数を依然として公表できていない。 民主党の消費者権利政策の元スポークスマン、ユアン・ハイウェンは、ユーザーの返金取り決めをめぐって論争が起きるのではないかと懸念しており、同社は返金取り決めについて説明する必要があると考えている。 
有線電視は、これまでの感謝の気持ちを込めて同年5月末まで、すべての家庭用有料テレビユーザーが視聴できるように、エンターテインメント、映画、子供向け、ドキュメンタリーのカテゴリーの有料チャンネル10チャンネルを開放した。
定額制テレビ放送サービスの免許終了後、残るプラットフォームはニュースと金融を提供する「ケーブルニュース」、エンターテインメントを提供する「HOY TV」、競馬情報を提供する「ケーブル18バオ」と「競馬GPS」の3つだけとなる。